# 蛛针网虫
蛛针网虫（学名：Stylodictya arachnia）为孔盘虫科针网虫属的动物。分布于地中海、大西洋、印度洋、太平洋，包括东海等海域。